# Hyalinobatrachium valerioi
Hyalinobatrachium valerioi és una espècie de granota que es troba a Colòmbia, Costa Rica, Equador i Panamà.
Està amenaçada d'extinció per la pèrdua del seu hàbitat natural.